# Township (Birmanie)
Pour les articles homonymes, voir Township.

Carte des townships birmans

Un township (birman :) est une division administrative de troisième niveau en Birmanie. Les townships sont eux-mêmes des divisions des districts de Birmanie. En français, les townships sont parfois traduits par "cantons" ou "municipalités".

## Liste
- township de Bawlakhe
- township de Hpasawng
- township de Kawkareik
- township de Mese
- township de Myawaddy